# Kladruby nad Labem
Obec Kladruby nad Labem se nachází v okrese Pardubice, kraj Pardubický, zhruba 6 km severozápadně od Přelouče a 22 km západně od Pardubic. Žije zde 637 obyvatel.
Obec je známa především díky místnímu Národnímu hřebčínu, kde se chová již od 16. století starokladrubský kůň.

## Části obce
- Kladruby nad Labem
- Bílé Vchynice
- Kolesa
- Komárov

V letech 1860–1868 a v letech 1900–1930 k obci patřily i Selmice a od 1. července 1985 do 23. listopadu 1990 také Tetov.

## Historie
První písemná zmínka o obci pochází z roku 1350, nepodložená z konce 13. století. Do roku 1500 náležely Kladruby menším vlastníkům a v roce 1500 je zakoupil Vilém z Pernštejna. V roce 1560 Jaroslav z Pernštejna prodal královské komoře pardubické panství, k němuž náležel kladrubský dvůr se zámečkem a oborou s chovem koní.

## Zastupitelstvo
Zastupitelstvo vzešlé z komunálních voleb v roce 2014 vede první volební období Ing. Lenka Gotthardová, CSc. Starostkou byla zvolena na kandidátce ČSNS, která získala 57,24% hlasů. Sama Lenka Gotthardová získala ze všech kandidátů v Kladrubech nad Labem největší podporu a to 237 hlasů, což při volební účasti 329 voličů odpovídá 72% důvěře voličů.

### Voličská podpora zastupitelů
| jméno                        | volební uskupení     | počet hlasů | procent hlasů |
| ---------------------------- | -------------------- | ----------- | ------------- |
| Ing. Lenka Gotthardová, CSc. | ČSNS                 | 237         | 72,0%         |
| Věra Vnenčáková              | ČSNS                 | 194         | 59,0%         |
| Blanka Kárníková             | ČSNS                 | 193         | 58,7%         |
| Zdeněk Hladík                | ČSNS                 | 187         | 56,8%         |
| Radek Semelka                | ČSNS                 | 176         | 53,5%         |
| Ing. Milan Tenušák           | ČSNS                 | 173         | 52,6%         |
| Jana Cincibuchová            | ČSNS                 | 150         | 45,6%         |
| Pavlína Sůrová               | ČSNS                 | 144         | 43,8%         |
| Marie Sládková               | ČSNS                 | 144         | 43,8%         |
| Marcela Ženatá               | Starost. a nezávislí | 127         | 38,6%         |
| Jan Hubený                   | Starost. a nezávislí | 104         | 31,6%         |
| Lucie Ženatá                 | Starost. a nezávislí | 102         | 31,0%         |
| Václav Čermák                | KSČM                 | 91          | 27,7%         |
| Milena Nováková              | Starost. a nezávislí | 90          | 27,4%         |
| Ing. Libor Velčovský         | KSČM                 | 80          | 24,3%         |

## Pamětihodnosti
- Areál hřebčína (zámek Kladruby nad Labem, kostel svatého Václava a Leopolda, hřbitovní kostel svatého Kříže, stáje, kmenové stádo starokladrubského bělouše) - národní kulturní památka
- Krajina pro chov a výcvik ceremoniálních kočárových koní v Kladrubech nad Labem (anglicky Landscape for Breeding and Training of Ceremonial Carriage Horses at Kladruby nad Labem) –  památka UNESCO[6][7]
- Myslivna Kladruby nad Labem
- Socha Anděla Strážce - u silnice ke Kolesům

## Galerie

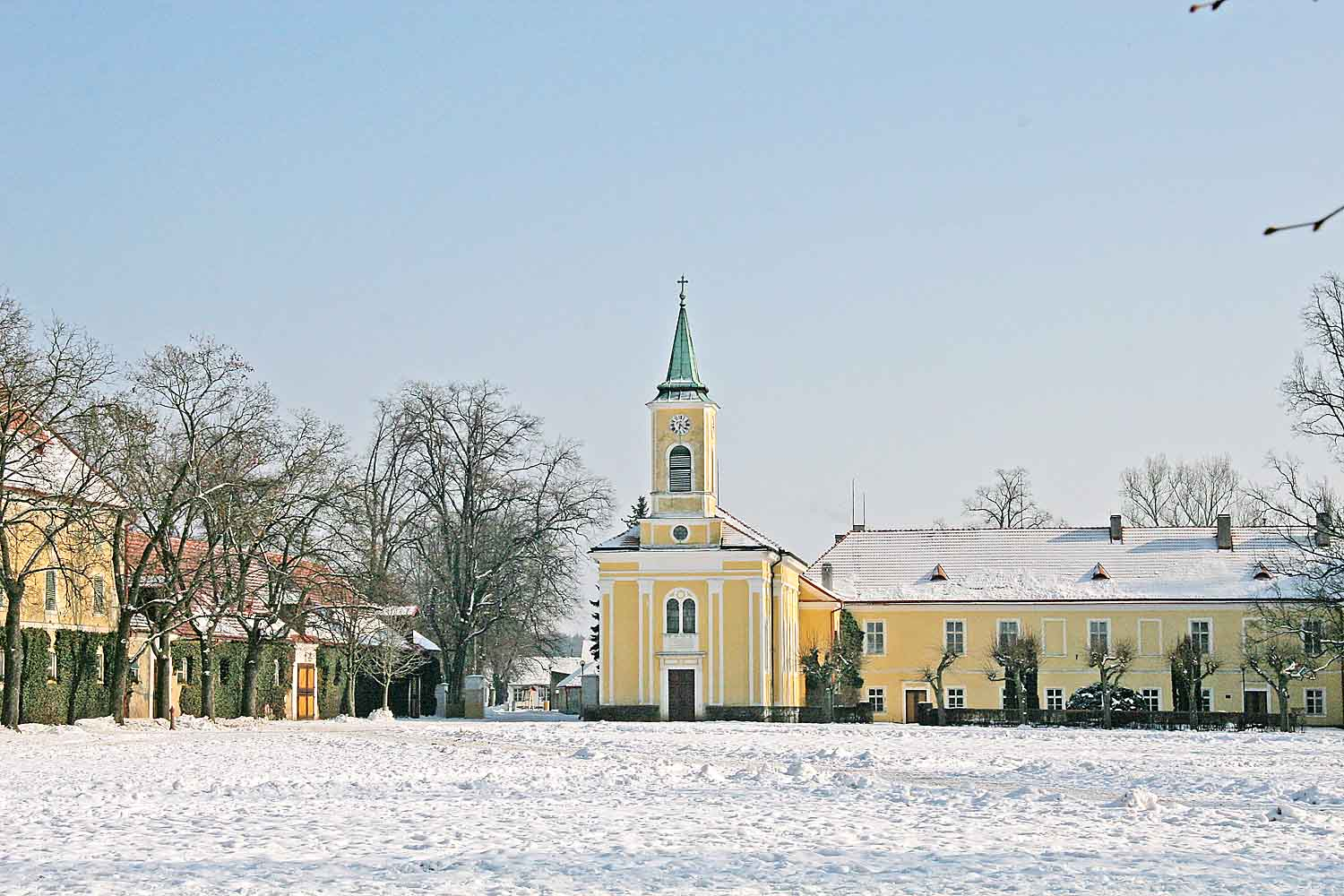
zámek a hřebčín s kostelem sv. Václava a Leopolda
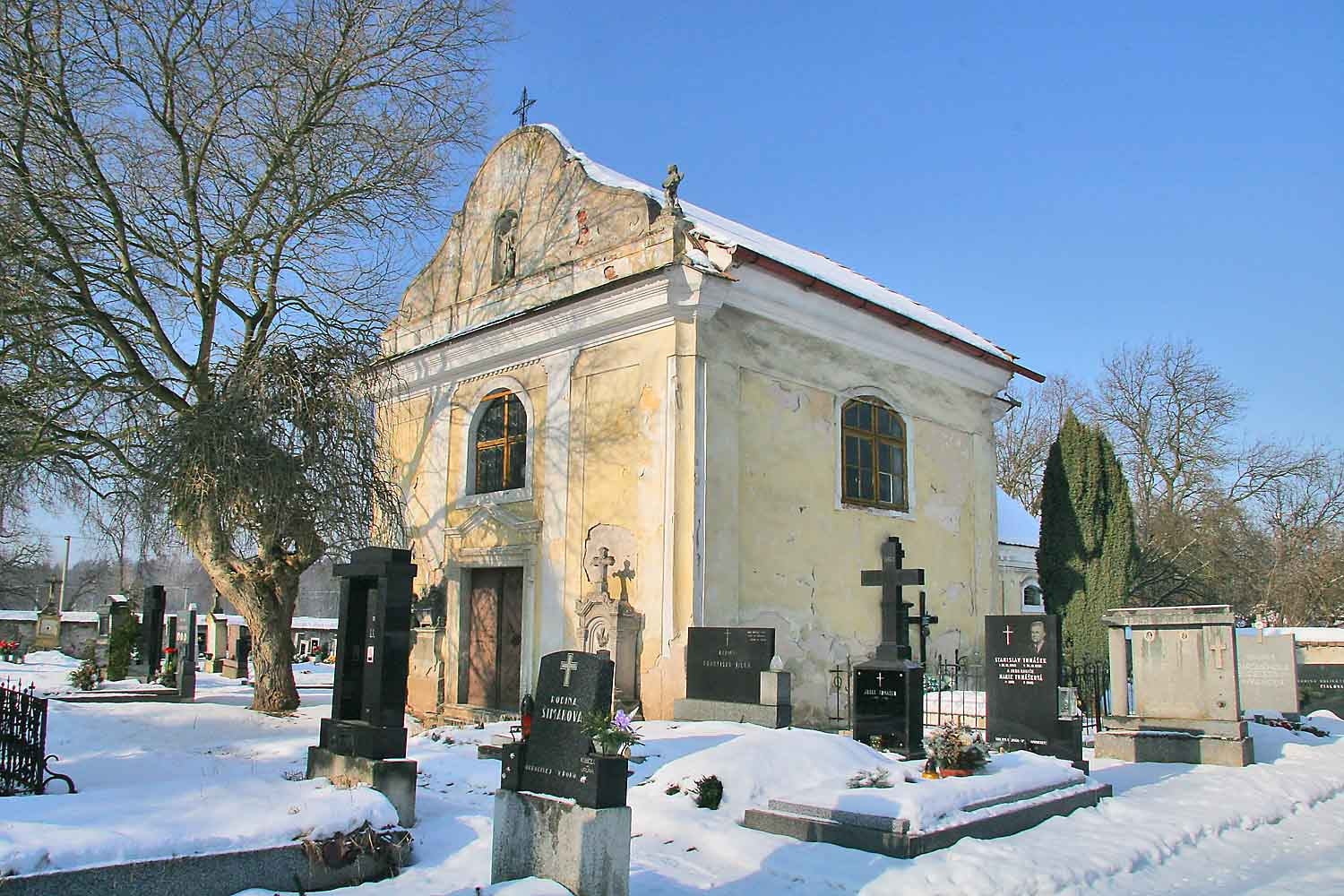
Hřbitovní kostel sv. Kříže
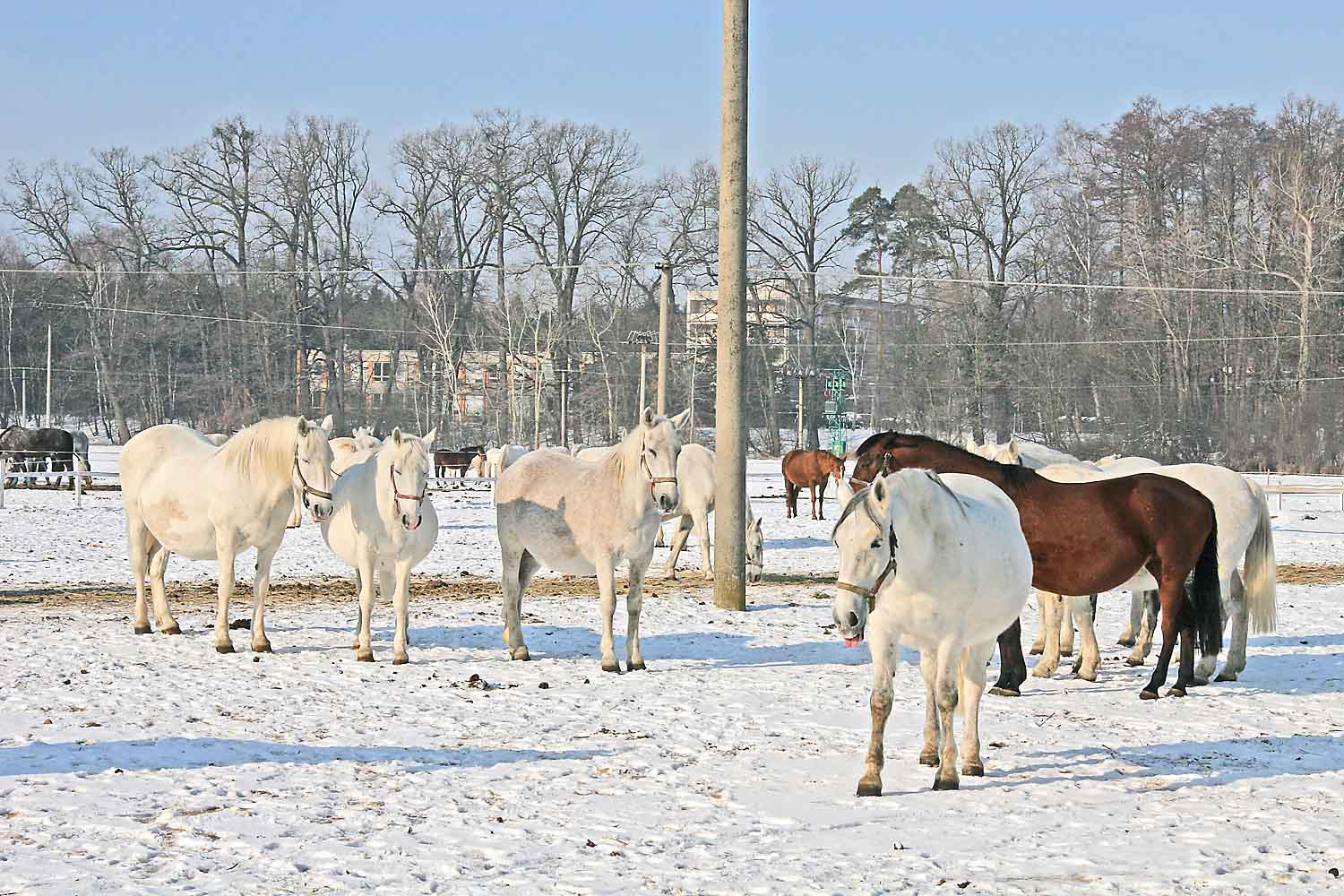
Starokladrubští bělouši - klisny